# Chiesa di Sant'Antonio da Padova (Bondeno)
La chiesa di Sant'Antonio da Padova  è la parrocchiale di Salvatonica, frazione di Bondeno in provincia di Ferrara.  Appartiene al vicariato del Beato Giovanni Tavelli da Tossignano dell'arcidiocesi di Ferrara-Comacchio e risale al IX secolo.

## Storia
La prima attestazione su un documento della presenza del luogo di culto a Salvatonica si trova in un testamento del 948. Negli Statuta Ferrariae anno MCCLXXXVII viene descritta come castello mentre pochi anni dopo, nel 1300, si parla di una piccola chiesa eretta dai monaci dell'abbazia di Nonantola vicino ad un convento. La dedicazione riportata è per San Silvestro Papa.
Prima della metà del XV secolo il piccolo luogo di culto, con la sua canonica, venne demolito perché in pessime condizioni e fu cominciata subito la sua ricostruzione. Negli atti della visita pastorale effettuata nel 1434 dal vescovo di Ferrara Giovanni Tavelli da Tossignano si registrò che i lavori non erano ancora conclusi.
La solenne consacrazione venne celebrata il 13 giugno 1441. In quel giorno si festeggia Antonio di Padova ma la dedicazione venne mantenuta per San Silvestro Papa. Fu solo nel 1525 che la chiesa venne dedicata al santo portoghese venerato a Padova.
Nella seconda metà del XVI secolo fu oggetto di importanti lavori di restauro e nel 1597 venne elevata a dignità di chiesa parrocchiale. Durante i primi decenni del XVII secolo vi fu una grave epidemia di peste inoltre il territorio venne saccheggiato da eserciti in guerra. Andarono distrutti l'archivio parrocchiale e la chiesa venne profanata e spogliata degli arredi preziosi. Entro il 1644 fu riaperta al culto perché vennero celebrati i primi battesimi.
All'inizio del XX secolo vennero realizzati interventi dei quali non si hanno particolari precisi. Durante il terremoto dell'Emilia del 2012 l'edificio ha subito vari danni.

## Descrizione

### Esterni
La chiesa mostra una facciata a capanna semplice con il grande frontone triangolare superiore e il portale architravato.

### Interni
La navata interna è unica ripartita in quattro campate. In controfacciata si trova la cantoria. Il presbiterio è leggermente rialzato.